# Papaveri e papere
Papaveri e papere (italienisch für „Mohnblumen und Enten“) ist ein italienisches Lied des Autorentrios Nino Rastelli, Mario Panzeri und Vittorio Mascheroni, das erstmals von der Sängerin Nilla Pizzi beim Sanremo-Festival 1952 der Öffentlichkeit präsentiert wurde. In einer deutschen Coverversion, geschrieben von Kurt Feltz und interpretiert von Peter Alexander, wurde das Lied unter dem Titel Die süßesten Früchte fressen nur die großen Tiere im deutschsprachigen Raum bekannt. Danach erschienen weitere Coverversionen auf Englisch, Dänisch, Schwedisch, Finnisch und Niederländisch.

## Original

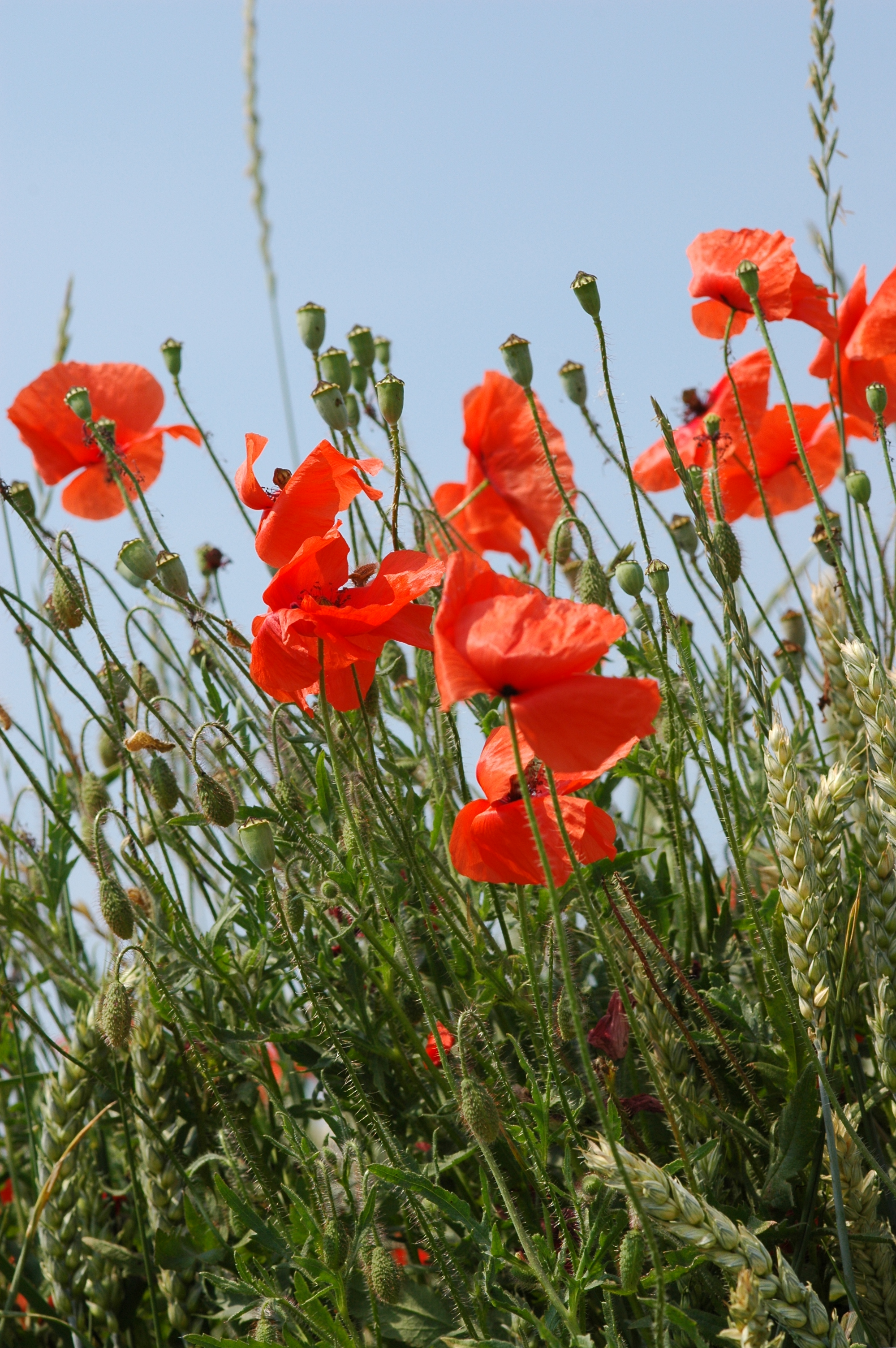
Die „papaveri alti alti“: Klatschmohn (Papaver rhoeas)

Papaveri e papere wurde auf der zweiten Auflage des Sanremo-Festivals im Jahr 1952 vorgestellt. Geschrieben wurde es von Nino Rastelli, Mario Panzeri und Vittorio Mascheroni; Interpretin war die Sängerin Nilla Pizzi. Pizzi gewann den Wettbewerb mit ihrem Titel Vola colomba, während Papaveri e papere auf den zweiten Platz gewählt wurde. Noch im gleichen Jahr veröffentlichte das italienische Label Cetra das Lied als Schellack-Single zusammen mit dem ebenfalls auf dem Festival gespielten Due gattini des Duos Fasano.
Papaveri e papere wurde ein Hit und in Italien mehr als 700.000 Mal verkauft. Obwohl der Text mit den Enten und hohen Mohnblumen wie ein Kinderlied wirkt, hatte er in Italien in den frühen 1950er-Jahren politische Brisanz: Das kleine Entchen, das die hohen Mohnblumen erreichen will, wurde mit dem italienischen Politiker Amintore Fanfani, Führer der konservativen Partei Democrazia Cristiana und späterer Ministerpräsident Italiens, assoziiert. Die „Papaveri alti“, die hohen Mohnblumen, waren dagegen die für das gemeine Volk unerreichbaren politischen Eliten. „Alto papavero“, im Plural „alti papaveri“, ist eine in Italien gängige Redewendung, die sich auf Personen bezieht, die Machtpositionen innehaben, insbesondere in der Politik, im Finanzwesen oder in der öffentlichen Verwaltung. Die im Feld verteilten Mohnblumen waren allerdings auch ein von der Democrazia Cristiana im Wahlkampf 1952 benutztes Bild für die Vertreter der kommunistischen Partei Partito Comunista Italiano, die bildlich mit der Ernte im Kornfeld abgeschnitten wurden. Besonders Fanfani verurteilte den Schlager und es gab eine parlamentarische Untersuchung dazu.

## Coverversionen
In der Folge des Sanremo-Festivals übertraf Papaveri e papere das Siegerlied Vola colomba an Popularität und zog im Lauf der Jahre eine Vielzahl von Coverversionen nach sich. Die Plattform cover.info listete im Juli 2022 mehr als 50 Coverversionen des Liedes von internationalen Interpreten. Vor allem die deutschsprachige Version Die süßesten Früchte fressen nur die großen Tiere wurde im deutschsprachigen Raum bekannt.

### Italienische Versionen
Die Originalversion wurde bereits 1952 von zahlreichen weiteren Künstlern aufgegriffen und gecovert; das Lied entwickelte sich zu einem italienischen Klassiker und wurde bis in die heutige Zeit regelmäßig aufgenommen. Dabei gilt es inzwischen wegen der kindgerechten Geschichte teilweise als Kinderlied.

### Die süßesten Früchte

Single Die süßesten Früchte fressen nur die großen Tiere von Peter Alexander und Leila Negra

Bereits im Jahr der Veranstaltung griff der deutsche Komponist und Texter Kurt Feltz das Lied auf und schrieb eine deutsche Version mit einem Text, der das Thema des Originals abwandelt. Sein Lied Die süßesten Früchte fressen nur die großen Tiere behandelt ebenfalls eine kleine Ente, die hier jedoch die hoch wachsenden Früchte erreichen will, wodurch es Bezug auf die Nachkriegssituation und den Mangel unter anderem an Südfrüchten nimmt. Auch hier sind diejenigen, die die Früchte erreichen können, die großen Tiere und damit diejenigen, die sie sich leisten können, während das Volk auf die süßen Früchte verzichten muss.
Das Lied wurde 1952 von dem zu dieser Zeit noch am Beginn seiner Karriere stehenden österreichischen Schlagersänger Peter Alexander mit Chor und dem Metropol-Tanzorchester aufgenommen und erschien als B-Seite der Single Isabella bei Austroton. Schon diese Version nahmen weitere Künstler auf, etwa das Comedian-Quartett, Heinz Woezel und Peter René Körner zusammen mit Barbara Kist und Rosemarie Bergson. 1954 erschien die Musikkomödie Die süßesten Früchte, in der der damals noch wenig bekannte Peter Alexander das Lied zusammen mit Marie Nejar unter dem Künstlernamen „Leila Negra“ interpretierte. Der von Franz Antel im Vorjahr gedrehte Musikfilm gehörte zu den ersten Nachkriegsfilmen dieses Genres. Peter Alexander und Leila Negra spielen darin einen namenlosen Hafenarbeiter und eine ebenfalls unbekannte Plantagenarbeiterin, die das Lied singen und damit diejenigen verkörpern, die nicht an die „süßen Früchte“ gelangen. Der für die 1950er-Jahre ungewöhnliche gemeinsame Auftritt des großgewachsenen Peter Alexander mit der kindlich wirkenden und deutlich kleineren schwarzen Deutsch-Afrikanerin als „schwarz-weißes Gesangspaar“ verlieh der Szene, bei der Alexander wie ein Beschützer seiner kleinen schwarzen Schwester wirkt, weitere Brisanz. Das von Gerhard Mendelson produzierte Lied wurde als Single veröffentlicht; es wurde für die seit den 1930er-Jahren als Kinderdarstellerin bekannte Schauspielerin Nejar wie auch für den jungen Peter Alexander ein Hit und galt als „Gassenhauer“.
Durch den Erfolg wurde das Lied später von mehreren weiteren Schlagersängern gecovert, etwa 1961 von Peter Kraus mit dem Orchester Erwin Halletz, 1971 von Freddy Breck oder 2012 von Global Kryner. Auch Peter Alexander griff das Lied immer wieder mit unterschiedlichen Gesangspartnerinnen auf, so 1973 mit seiner Tochter Susanne, bekannt als „Susi“, und auch mit Caterina Valente.

### Poppa Piccolino
Auf Englisch erschien das Lied zuerst 1953 als Poppa Piccolino mit einem Text von Bob Musel und wurde in direkter Folge von zahlreichen Interpreten veröffentlicht. Der Text hat in der englischsprachigen Fassung keinen Bezug zum italienischen Original. Er handelt von einem Musiker, der als beliebter Konzertina-Spieler mit einem Affen von Stadt zu Stadt wandert und Geld von den Zuhörern sammelt. Eines Tages verliert er seine Konzertina und wird sehr traurig, sein kleines Äffchen findet sie und alle sind wieder glücklich. Die Version von Diana Decker stieg 1953 in den britischen Charts bis auf Platz 2, weitere Versionen sangen unter anderem Petula Clark, Art Lowry, Brucie Weil, The Beverley Sisters und The Nocturnes.

### Weitere Coverversionen
Das Lied wurde aufgrund des Erfolges seit 1952 in mehreren weiteren Sprachen interpretiert, wobei auch hier die Texte meist wenig mit dem Original zu tun haben. So gibt es Versionen unter anderem auf Dänisch (Græshoppen og valmuen), Schwedisch (Ankan och vallmon), Niederländisch (Ik krijg het heen en weer , Het olied, Verliefdheid), Isländisch (Bjössi kvennagull, Sjana síldarkokkur) oder auf Finnisch (Heinäsirkka ja unikko).

## Belege
1. ↑  
Nilla Pizzi, Duo Fasano – Papaveri e papere / Due gattini bei Discogs; abgerufen am 20. Juli 2022.
2. 1 2 3 4  
Theresa Georgen: Perlons und Rüschen. Mode und Schlagerfilm am Beispiel von Die sußesten Früchte (BRD 1953/54, Franz Antel). S. 215–216.
3. 1 2  
Papaveri e papere auf mein-italien.info; abgerufen am 20. Juli 2022.
4. 1 2 3 4  
Papaveri e papere auf cover.info; abgerufen am 20. Juli 2022.
5. ↑  
Peter Alexander und Das Metropol-Tanzorchester – Isabella / Die süßesten Früchte bei Discogs; abgerufen am 20. Juli 2022.
6. ↑  
Theresa Georgen: Perlons und Rüschen. Mode und Schlagerfilm am Beispiel von Die sußesten Früchte (BRD 1953/54, Franz Antel). S. 207.
7. 1 2  
Theresa Georgen: Perlons und Rüschen. Mode und Schlagerfilm am Beispiel von Die sußesten Früchte (BRD 1953/54, Franz Antel). S. 216–217.
8. ↑  
Leila Negra & Peter Alexander und Das Orchester Karl Loubé und Das Metropol-Tanzorchester – Die süßesten Früchte fressen nur die großen Tiere bei Discogs; abgerufen am 20. Juli 2022.
9. ↑  
Theresa Georgen: Perlons und Rüschen. Mode und Schlagerfilm am Beispiel von Die sußesten Früchte (BRD 1953/54, Franz Antel). S. 214.
10. ↑  
Peter Kraus – Bella Italia bei Discogs; abgerufen am 23. Juli 2022.
11. ↑  
Freddy Breck – Melodie zum Verlieben bei Discogs; abgerufen am 23. Juli 2022.
12. ↑  
Global Kryner – Coverstories bei Discogs; abgerufen am 23. Juli 2022.
13. ↑  
Peter Alexander und Susi – Die süßesten Füchte bei Discogs; abgerufen am 23. Juli 2022.
14. ↑  
Diana Decker – Poppa Piccolino auf chartsurfer.de; abgerufen am 23. Juli 2022.